# 1920-as magyarországi nemzetgyűlési választás
Az 1920-as magyarországi nemzetgyűlési választásokat 1920. január 25-26-án tartották meg azokban a választókerületekben, illetve választókerület-csonkokban, amelyek nem álltak idegen megszállás alatt. A választás adatainak teljes feldolgozására még nem került sor. Ennek következtében 22 választókerületben nem ismert sem az érvénytelen szavazatok száma, és legtöbbjükben a választásra jogosultaké sem, csak az érvényes szavazatoké. További 22 kerületben kizárólag a győztes jelölt neve és pártállása ismert. 39 kerületben egyhangú választás történt. A maradék 80 kerületben a részvételi arány 88,52% volt. Érdekes, hogy a leadott szavazatok 10,38%-a érvénytelen volt. Ezt a rutintalansággal, valamint a szociáldemokrata bojkottal lehet magyarázni.

## Választási eredmények
| Szervezet                                      | Szavazatok száma | Szavazatok aránya | Mandátumok száma | Mandátumok aránya | Parlamenti szerepe |
| ---------------------------------------------- | ---------------- | ----------------- | ---------------- | ----------------- | ------------------ |
| Nemzeti Középpárt (NKP)                        | 23 211           | 1,67%             | ―                | ―                 | nem jutott be      |
| Keresztény Nemzeti Egyesülés Pártja (KNEP)     | 564 329          | 40,70%            | 76               | 46,34%            | kormánypárt        |
| Keresztény Szociális és Gazdasági Párt (KSZGP) | 6 040            | 0,44%             | 1                | 0,61%             | ellenzék           |
| Keresztény Nemzeti Párt (KNP)                  | 4 756            | 0,34%             | ―                | ―                 | nem jutottak be    |
| Országos Kisgazda- és Földműves Párt (OKGFP)   | 648 019          | 46,73%            | 78               | 47,56%            | kormánypárt        |
| Függetlenségi 48-as és Kossuth Párt (F48P)     | 9 294            | 0,67%             | ―                | ―                 | nem jutott be      |
| Nemzeti Demokrata Polgári Párt (NDP)           | 69 267           | 5,00%             | 6                | 3,66%             | ellenzék           |
| Keresztény Nemzeti 48-as Párt (KN48P)          | 1 087            | 0,08%             | ―                | ―                 | nem jutott be      |
| Magyar Közérdek Pártja (MKÉP)                  | 7 142            | 0,52%             | ―                | ―                 | nem jutott be      |
| Magyar Munkások Országos Pártja (MMOP)         | 2 119            | 0,15%             | ―                | ―                 | nem jutott be      |
| Pártonkívüli                                   | 44 819           | 3,23%             | 3                | 1,83%             | független          |
| Pártonkívüli kisgazda                          | 2 294            | 0,17%             | ―                | ―                 | nem jutott be      |
| Pártonkívüli 48-as                             | 1 470            | 0,11%             | ―                | ―                 | nem jutott be      |
| Ismeretlen pártállású jelölt                   | 2 836            | 0,27%             | ―                | ―                 | nem jutott be      |
| Összesen                                       | 1 386 683        | 100%              | 164              | 100%              | ―                  |

A KNEP és az OKGFP koalíciójával alakult kormány. A szerb és román megszálló csapatok kivonulásával pótválasztásokat tartottak.
A felszabadult Tiszántúlon 1920 júniusában és júliusában 5 hétvégén át tartották a választásokat. Ezek eredményeiről adatok még kisebb arányban állnak rendelkezésre, mint a januári fordulókéról. A 44 választókerületből mindössze 13-ról vannak pontos adatok. 3-ban egyhangú választásra került sor, 16-ból csak a győztes ismert. 12 helyen részben ismertek az eredmények. A maradékban a részvételi arány 88,2% volt. Az érvénytelen szavazatok aránya 2,69% volt, ami a gyenge szociáldemokrata befolyással magyarázható.
| Szervezet                                              | Szavazatok száma | Szavazatok aránya | Mandátumok száma | Mandátumok aránya | Parlamenti szerepe         |
| ------------------------------------------------------ | ---------------- | ----------------- | ---------------- | ----------------- | -------------------------- |
| Keresztény Nemzeti Egyesülés Pártja (KNEP)             | 48 968           | 14,85%            | 8                | 18,18%            | kormánypárt                |
| Keresztény Nemzeti Párt (KNP)                          | 13 064           | 3,96%             | 2                | 4,55%             | ellenzék                   |
| Országos Kisgazda- és Földműves Párt (OKGFP)           | 7 406            | 2,25%             | ―                | ―                 | nem jutott be              |
| Keresztény Kisgazda Földmíves és Polgári Párt (KKGFPP) | 191 907          | 58,18%            | 27               | 61,36%            | kormánypárt                |
| Keresztény Nemzeti Kisgazda Földmíves és Polgári Párt  | 16 099           | 4,88%             | 2                | 4,55%             | kormánypárt                |
| Magyar Nemzeti Munkáspárt                              | 10 550           | 3,20%             | 1                | 2,27%             | ellenzék                   |
| Magyar Munkások Országos Pártja (MMOP)                 | 1 652            | 0,50%             | ―                | ―                 | nem jutott be              |
| Pártonkívüli                                           | 39 418           | 11,95%            | 4                | 6,82%             | 3 független 1 kormánypárti |
| Összesen                                               | 329 836          | 100%              | 44               | 100%              | ―                          |

A felszabadult Baranyában 1921. október 30-31-én tartották a választásokat. 1 körzetben egyhangú volt. 4 helyen az adatok részlegesen ismertek, 7-ben teljesen. Itt a részvételi arány 93,01%.
| Szervezet                                     | Szavazatok száma | Szavazatok aránya | Mandátumok száma | Mandátumok aránya | Parlamenti szerepe |
| --------------------------------------------- | ---------------- | ----------------- | ---------------- | ----------------- | ------------------ |
| Keresztény Nemzeti Egyesülés Pártja (KNEP)    | 20785            | 22,09%            | 1                | 9,09%             | kormánypárt        |
| Keresztény Nemzeti Párt (KNP)                 | 507              | 0,56%             | ―                | ―                 | nem jutott be      |
| Keresztény Szocialista Párt (KSZP)            | 1931             | 2,14%             | ―                | ―                 | nem jutott be      |
| Keresztény Demokrata Polgári Párt (KDPP)      | 2522             | 2,79%             | ―                | ―                 | nem jutott be      |
| Keresztény Kisgazda és Földmíves Párt (KKGFP) | 31792            | 35,17%            | 3                | 27,27%            | kormánypárt        |
| Kisgazda Párt (KGP)                           | 6546             | 7,24%             | 2                | 18,18%            | kormánypárt        |
| Honvédelmi Párt (HVP)                         | 3270             | 3,62%             | ―                | ―                 | nem jutott be      |
| Magyar Munkások Országos Pártja (MMOP)        | 104              | 0,12%             | ―                | ―                 | nem jutott be      |
| pártonkívüli                                  | 20179            | 22,32%            | 5                | 45,45%            | független          |
| ismeretlen pártállású                         | 2760             | 0,15%             | ―                | ―                 | nem jutott be      |
| Összesen                                      | 90 395           | 100%              | 11               | 100%              | ―                  |

A kiegészítő választások lezajlása után az időközi választások eredményeit figyelembe véve a következőképpen alakult a parlament.
| Szervezet                                              | Mandátumok száma | Mandátumok aránya | Parlamenti szerepe |
| ------------------------------------------------------ | ---------------- | ----------------- | ------------------ |
| Keresztény Nemzeti Egyesülés Pártja (KNEP)             | 84               | 38,36%            | kormánypárt        |
| Keresztény Szociális és Gazdasági Párt (KSZGP)         | 1                | 0,46%             | ellenzék           |
| Keresztény Nemzeti Párt (KNP)                          | 2                | 0,91%             | ellenzék           |
| Országos Kisgazda- és Földműves Párt (OKGP)            | 75               | 34,25%            | kormánypárt        |
| Keresztény Kisgazda Földmíves és Polgári Párt (KKGFpP) | 29               | 13,24%            | kormánypárt        |
| Keresztény Nemzeti Kisgazda Párt (KNKGP)               | 4                | 1,83%             | kormánypárt        |
| Kisgazda Párt (KGP)                                    | 2                | 0,91%             | kormánypárt        |
| Független 48-as Kisgazdapárt                           | 1                | 0,46%             | kormánypárt        |
| Nemzeti Demokrata Polgári Párt (NDP)                   | 6                | 2,74%             | ellenzék           |
| Magyar Nemzeti Munkáspárt (MNMP)                       | 1                | 0,46%             | ellenzék           |
| Magyarországi Munkáspárt (MMP)                         | 1                | 0,46%             | ellenzék           |
| Pártonkívüli                                           | 11               | 5,02%             | független          |
| Kormánytámogató pártonkívüli                           | 1                | 0,46%             | kormánypárt        |
| Ellenzéki pártonkívüli                                 | 1                | 0,46%             | ellenzék           |
| Összesen                                               | 219              | 100%              | ―                  |

| Oldal        | Mandátumok száma | Mandátumok aránya |
| ------------ | ---------------- | ----------------- |
| kormánypárti | 196              | 89,50%            |
| ellenzék     | 12               | 5,48%             |
| független    | 11               | 5,04%             |
| Összesen     | 219              | 100%              |

| Nézet            | Mandátumok száma | Mandátumok aránya | Parlamenti szerepe           |
| ---------------- | ---------------- | ----------------- | ---------------------------- |
| keresztény       | 87               | 39,73%            | kormánypárti 84, 3 ellenzéki |
| kisgazda         | 112              | 51,14%            | kormánypárti                 |
| liberális        | 7                | 3,20%             | ellenzéki                    |
| szociáldemokrata | 2                | 0,91%             | ellenzéki                    |
| pártonkívüli     | 11               | 5,02%             | független                    |
| Összesen         | 219              | 100%              | ―                            |

| Kormányoldal megoszlása | Mandátumok száma | Mandátumok aránya |
| ----------------------- | ---------------- | ----------------- |
| keresztény              | 84               | 42,86%            |
| kisgazda                | 112              | 57,14%            |
| Összesen                | 196              | 100%              |

| Ellenzék megoszlása | Mandátumok száma | Mandátumok aránya |
| ------------------- | ---------------- | ----------------- |
| keresztény          | 3                | 25%               |
| liberális           | 7                | 58,33%            |
| szociáldemokrata    | 2                | 16,67%            |
| Összesen            | 12               | 100%              |